# Salvator-Kolleg (Hövelhof)

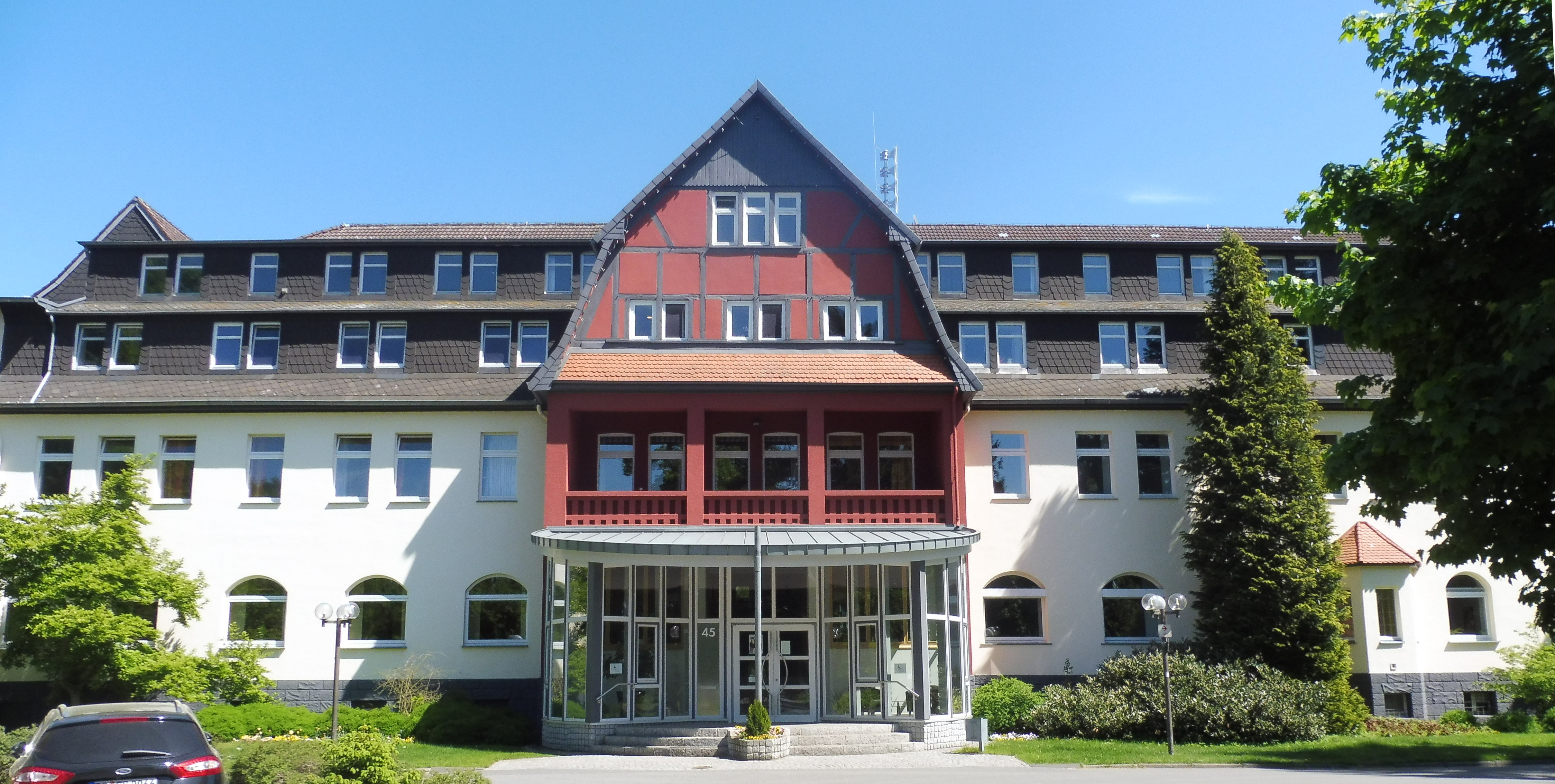
Salvator-Kolleg

Das Salvator-Kolleg ist ein Jugendheim der Caritas für die stationäre Kinder- und Jugendhilfe (§§ 34ff SGB VIII) für Jungen ab dem 12. Lebensjahr. Es wurde 1915 vom Katholischen Erziehungsverein im Erzbistum Paderborn gegründet.
Träger ist der Caritasverband im Erzbistum Paderborn. Der Hauptsitz der Einrichtung befindet sich in Hövelhof-Klausheide.
Das Heim besteht aus 16 Wohngruppen, welche teils im benachbarten Paderborn angesiedelt sind. Es können derzeit 102 Heimplätze belegt werden. Es gibt eine berufliche Ausbildungsstätte und eine eigene Ersatzförderschule der Sekundarstufe II.

## Misshandlungsvorwürfe
Im Mai 2003 schrieb das Nachrichtenmagazin Der Spiegel über einen ehemaligen Heiminsassen, der über schwere Misshandlungen und Ausbeutung durch zwangsarbeitsähnliche Beschäftigung durch die Heimleitung im Jahr 1970 berichtet.
Der zuständige Caritas-Verband Paderborn, dessen Vorsitzender der mit den Ehrentiteln Monsignore
und Geistlicher Rat versehene Joseph Becker war, wies die Vorwürfe kurze Zeit später zum Teil zurück. Dennoch sprachen auch weitere ehemalige Heimbewohner über die damaligen schlechten Bedingungen. Die „freiwilligen Arbeiten“ waren unter anderem das Torfstechen, für Hella die Autoscheinwerfer vorzumontieren, für den Matratzenhersteller Dunlopillo die Federkerne in den Matratzen zu montieren.